# Gull Island (Terre-Neuve-et-Labrador)
Pour les articles homonymes, voir Gull Island.
Gull Island est une municipalité canadienne située sur l'île de Terre-Neuve dans la province de Terre-Neuve-et-Labrador. Elle est traversée par la route 70.